# Gerald Ford
Gerald Ford   (Omaha, 14 de juliol de 1913 - Rancho Mirage, 26 de desembre de 2006) Gerald Rudolph Ford, Jr. va ser el 38è president dels Estats Units (1974-1977). També va ser el 40è vicepresident dels Estats Units (1973-1974) quan Richard Nixon era president. Va ser la primera persona que accedia a la vicepresidència sota els termes de la Vint-i-cinquena esmena, i quan va succeir Nixon en la presidència va ser el primer (i fins a la data, l'únic) president de la història dels EUA que arriba a aquest càrrec sense haver estat elegit ni president ni vicepresident. També va ser el primer president estatunidenc en perdre una guerra (la guerra del Vietnam es va perdre sota el seu mandat).
A nivell nacional, Ford va presidir la pitjor economia de les quatre dècades des de la Gran Depressió, amb una inflació creixent i una recessió. En un dels seus actes més controvertits, va concedir un indult presidencial a Nixon pel seu paper en l'escàndol Watergate. La política exterior es va caracteritzar en termes procedimentals per l'augment del paper que va començar a jugar el Congrés i per la corresponent limitació dels poders del president. Ford va signar els Acords de Hèlsinki, que van marcar un moviment cap a la distensió a la Guerra Freda. Amb l'enfonsament del Vietnam del Sud als nou mesos de la seva presidència, la participació dels Estats Units en la guerra del Vietnam va acabar essencialment. A les primàries presidencials republicanes de 1976, Ford va derrotar a Ronald Reagan per a la nominació republicana, però va perdre per poc les eleccions presidencials davant el rival demòcrata, Jimmy Carter.
Després dels seus anys com a president, Ford va continuar actiu al Partit Republicà, però les seves opinions moderades sobre diversos temes socials el van posar cada cop més en desacord amb els membres conservadors del partit a la dècada de 1990 i principis dels 2000. També va deixar de banda l'enemistat que havia sentit cap a Carter després de les eleccions de 1976 i els dos expresidents van desenvolupar una estreta amistat. Després d'experimentar una sèrie de problemes de salut, va morir a Rancho Mirage, Califòrnia el 2006. Les enquestes d'historiadors i politòlegs han classificat a Ford com un president per sota de la mitjana, tot i que enquestes públiques retrospectives sobre el seu temps. al càrrec eren més positius.